# Olympische Spiele 1968 in Mexiko
Olympische Spiele 1968 in Mexiko (spanisch: Olimpiada en México) ist ein von Alberto Isaac gedrehter dreistündiger mexikanischer Dokumentarfilm über die Olympischen Sommerspiele 1968 in Mexiko-Stadt. Der 1969 veröffentlichte Film wurde 1970 für den Oscar als bester Dokumentarfilm nominiert. Die Dokumentation ist der vom Internationalen Olympischen Komitee anerkannte offizielle Film zu den XIX. Olympischen Sommerspielen.
Alberto Isaac (1923–1998) war, bevor er sich dem Filmemachen zuwandte, ein Schwimmer und Olympiateilnehmer. Er nahm bei den Olympischen Sommerspielen 1948 an den Schwimmwettbewerben im 100-m-Freistilschwimmen und der 4 × 200-m-Staffel, sowie bei den Olympischen Sommerspielen 1952 wieder am 100-m-Freistilrennen und der 4 × 200-m-Staffel teil.
Olimpiada en México wurde in Spanisch gedreht und mit englischen Untertiteln versehen. Die Spielzeit der Originalfassung wurde für den internationalen Markt auf 103 Minuten zusammengeschnitten.